# Jáchymovit
Jáchymovit ist ein sehr selten vorkommendes Mineral aus der Mineralklasse der „Sulfate (einschließlich Selenate, Tellurate, Chromate, Molybdate und Wolframate)“ mit der chemischen Zusammensetzung [(UO2)8|(OH)14|SO4]·13H2O und damit chemisch gesehen ein wasserhaltiges Uranylsulfat mit zusätzlichen Hydroxidionen.
Jáchymovit kristallisiert im monoklinen Kristallsystem, konnte bisher jedoch nur in Form krustiger Überzüge aus nadeligen, etwa 0,1 Millimeter langen Kristallen entdeckt werden. Das Mineral ist durchscheinend und von gelber Farbe bei hellgelber Strichfarbe. Die Kristalloberflächen zeigen einen glasähnlichen Glanz.

## Etymologie und Geschichte
Erstmals entdeckt wurde Jáchymovit in einem Museum auf einer Mineralprobe aus Jáchymov in der tschechischen Region Böhmen mit stark oxidierten, uraninithaltigen Adern in Dolomit. Beschrieben wurde das Mineral 1996 durch Jiří Čejka, Jiří Sejkora, Z. Mrazek, Z. Urbanec und T. Jarchovky, die es nach dem Fundort der Mineralprobe (Typlokalität) benannten.
Das Typmaterial des Mineral wird im Naturhistorischen Museum Prag in Tschechien aufbewahrt (Katalog-Nr. P1N-68905).
Das Uranylsulfat Jáchymovit sollte nicht mit dem ehemals synonym als Jachymovit bezeichneten, basischen Kupfer-Uranylsilikat Cuprosklodowskit verwechselt werden.

## Klassifikation
Da der Jáchymovit erst 1994 als eigenständiges Mineral anerkannt wurde, ist er in der seit 1977 veralteten 8. Auflage der Mineralsystematik nach Strunz noch nicht verzeichnet. Einzig im Lapis-Mineralienverzeichnis nach Stefan Weiß, das sich aus Rücksicht auf private Sammler und institutionelle Sammlungen noch nach dieser alten Form der Systematik von Karl Hugo Strunz richtet, erhielt das Mineral die System- und Mineral-Nr. VI/D.20-05. In der „Lapis-Systematik“ entspricht dies der Klasse der „Sulfate, Chromate, Molybdate und Wolframate“ und dort der Abteilung „Wasserhaltige Sulfate, mit fremden Anionen“, wo Jáchymovit zusammen mit Adolfpaterait, Alwilkinsit-(Y), Ammoniozippeit, Belakovskiit, Bluelizardit, Bobcookit, Cobaltzippeit, Fermiit, Geschieberit, Ježekit, Klaprothit, Magnesiozippeit, Marécottit, Mathesiusit, Meisserit, Metauranopilit, Natrozippeit, Nickelzippeit, Oppenheimerit, Ottohahnit, Péligotit, Plášilit, Plavnoit, Rabejacit, Redcanyonit, Sejkorait-(Y), Shumwayit, Svornostit, Uranopilit, Wetherillit, Zinkzippeit und Zippeit eine eigenständige, aber unbenannte Gruppe bildet (Stand 2018).
Die seit 2001 gültige und von der International Mineralogical Association (IMA) bis 2009 aktualisierte 9. Auflage der Strunz’schen Mineralsystematik ordnet den Jáchymovit dagegen in die Abteilung der „Uranylsulfate“ ein. Diese ist zudem weiter unterteilt nach der möglichen Anwesenheit von Kationen und deren relativer Größe, so dass das Mineral entsprechend seiner Zusammensetzung in der Unterabteilung „Ohne Kationen“ zu finden ist, wo es als einziges Mitglied die unbenannte Gruppe 7.EA.10 bildet.
Die vorwiegend im englischen Sprachraum gebräuchliche Systematik der Minerale nach Dana ordnet den Jáchymovit in die Klasse der „Sulfate, Chromate und Molybdate“ und dort in die Abteilung der „Wasserhaltigen Sulfate mit Hydroxyl oder Halogen“ ein. Hier ist er zusammen mit Uranopilit in der unbenannten Gruppe 31.02.06 innerhalb der Unterabteilung „Wasserhaltige Sulfate mit Hydroxyl oder Halogen mit (A+B2+)6(XO4)Zq × x(H2O)“ zu finden.

## Kristallstruktur
Jáchymovit kristallisiert monoklin in der Raumgruppe P21 (Raumgruppen-Nr. 4) oder P21/m (Nr. 11) mit den Gitterparametern a = 18,55 Å; b = 9,28 Å; c = 13,53 Å und β = 125,6° sowie zwei Formeleinheiten pro Elementarzelle.

## Eigenschaften
Das Mineral ist durch seinen Urangehalt von bis zu 69,79 % sehr stark radioaktiv. Unter Berücksichtigung der natürlichen Zerfallsreihen bzw. vorhandener Zerfallsprodukte wird die spezifische Aktivität mit 124,921 kBq/g angegeben (zum Vergleich: natürliches Kalium 0,0312 kBq/g).
Unter UV-Licht zeigen manche Jáchymovite eine gelbe Fluoreszenz, ähnlich der von neonfarbenen Textmarkern.
Aufgrund der zu geringen Probengröße konnten bisher weder die Mohshärte des Minerals bestimmt, noch dessen Dichte gemessen. Die aus den Kristallstrukturdaten errechnete Dichte beträgt 4,79 g/cm3.

## Bildung und Fundorte
Jáchymovit ist bisher nur in wenigen Proben aus drei Fundorten bekannt (Stand 20214). Neben seiner Typlokalität Jáchymov konnte das Mineral in Tschechien nur noch in einer Uranerz-Lagerstätte nahe Horní Slavkov (Böhmen) gefunden werden. Daneben fand man Jáchymovit noch in der Uran-Prospektion „La Creusaz“ nahe Les Marécottes im Le Trient-Tal im schweizerischen Kanton Wallis.

## Vorsichtsmaßnahmen
Aufgrund der starken Radioaktivität des Minerals sollten Mineralproben vom Jáchymovit nur in staub- und strahlungsdichten Behältern, vor allem aber niemals in Wohn-, Schlaf- und Arbeitsräumen aufbewahrt werden. Ebenso sollte eine Aufnahme in den Körper (Inkorporation, Ingestion) auf jeden Fall verhindert und zur Sicherheit direkter Körperkontakt vermieden sowie beim Umgang mit dem Mineral Mundschutz und Handschuhe getragen werden.